# Joaquim Oller i Fontanet
Joaquim Oller i Fontanet (Barcelona, 1828 - Sabadell, 1891) va ser un músic i mestre de capella català.
Es formà a Montserrat amb el seu pare, Antoni Oller i Biosca, mestre de capella de l'escolania. Joaquim Oller fou mestre de capella i organista a l'església parroquial de Sitges, càrrecs en què el substituí el 1877 Esteve Català i March. A la vila de Sitges estigué en la fundació de la societat local El Retiro, constituïda per partidaris del mestre Oller i la seva orquestra, enfrontats (per qüestions musicals però també de poder i influència local) amb els seguidors de Josep Carbonell i Vidal, del casino Prado Suburense. Durant els anys següents, ambdues entitats, amb els seus directors musicals al front, portaren a terme enfrontaments que passaren, fins i tot, per l'organització el 1877 d'una Festa Major paral·lela en competència amb l'oficial. Oller portà també el magisteri de Sant Fèlix de Sabadell (ho feia el 1879) i dirigí l'Escola Municipal de Música de la mateixa ciutat.
El seu germà Antoni Oller (1842 - després de 1910) va ser mestre de capella i/o organista a Sabadell i el 1861 obtingué la plaça pel magisteri a l'església de Sant Antoni Abat (Vilanova i la Geltrú), per bé que hi renuncià al cap de poc. Posteriorment oposità i guanyà la plaça d'organista primer del monestir de les Descalces Reials (Madrid) (ho era el 1877 i encara el 1907), autor de l'Himno a Santa Bárbara per a l'arma d'Artilleria espanyola (estrenat el 4.12.1889), i compositor de moltes peces de música sacra. El seu tiet Josep Oller i Biosca fou alcalde de Terrassa (1827) i besavi de l'empresari Josep Oller i Roca, cofundador del Moulin Rouge.

## Obres destacades
- Holler, Joaquín. Despedida a la Virgen [himne per a veu de tiple].[8]
- Hutesà, Joseph (lletra); Oller, Joaquim. Despedida del Milenar, a veus solas y ab acompanyament de piano ó d'orga, ca 1880.
- Riba y Aguilera, Antonio (lletra); Oller, Joaquín. Himno a la Virgen María.